# Parahepomidion nitidum
Parahepomidion nitidum är en skalbaggsart som först beskrevs av Aurivillius 1916.  Parahepomidion nitidum ingår i släktet Parahepomidion och familjen långhorningar. Inga underarter finns listade i Catalogue of Life.